# بنجامين دوغلاس
بنجامين دوغلاس (بالإنجليزية: Benjamin Douglas)‏ هو سياسي أمريكي، ولد في 3 أبريل 1816، وتوفي في 26 يونيو 1891. حزبياً، نشط في الحزب الجمهوري.